# Mecseki láthatatlanok

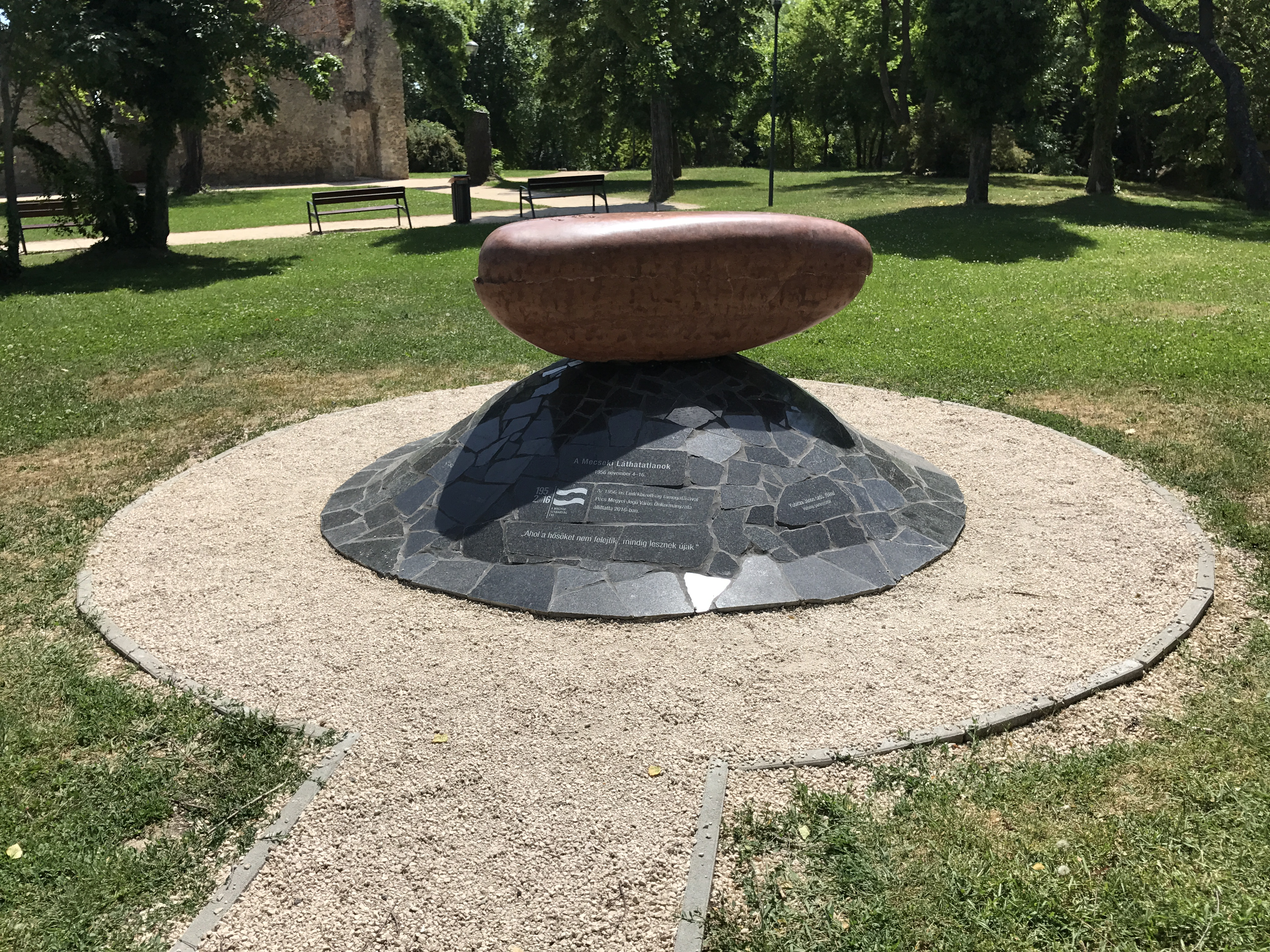
A "Mecseki láthatatlanok" emlékmű a Tettyén (Kuti László alkotása)

A mecseki láthatatlanok fegyveres szabadságharcos csoport volt, mely az 1956-os forradalom leverése után még hetekig (sőt egyes felkelők még hónapokig) ellenállt a Mecsek hegyeiben rejtőzve. A láthatatlanok vezetője a Horváth Géza, a „Gazda” volt.
November 3-án, illetve a szovjet csapatok november 4-i bevonulásával kezdődő napokban a komlói börtönből kiszabadított rabok megtelepedtek a hegyekben. Kisebb csoportokra oszlottak és a hatalmas túlerővel szemben azért tarthattak ki sokáig, mert jó terepismerettel rendelkeztek. A szovjeteknek azonban akadtak helyi vezetőik, akiknek segítségével végül felszámolták a csoportokat.
Emlékezetes akcióik közt volt a pécsi szovjet katonai parancsnok megölése és a pécsváradi rendőrkapitányság elleni támadás (1956. november 14-én), mely során egy fiatal rendőrt megöltek, és ahol a szabadságharcos Málics Ottó is az életét vesztette. A visszaemlékezések szerint a láthatatlanok azt akarták megmutatni, hogy létezik még ellenállás az országban, holott a hivatalos propaganda már röviddel a november 4-i szovjet roham után „a rend helyreállásáról” beszélt.
A mecseki összecsapásokban részt vevő dr. Domján Mihály beszámolója szerint irtózatos harcok folytak a Mecsekben és a megtorlás is borzasztó volt: "…az irtózatos tankágyúk tűzcsapását nem tudom elfelejteni. Nem tudom elfelejteni a gyertyánfa ágain fityegő felcsavarodott emberi beleket, ruhafoszlányokat, közöttük a véres melltartót is. Nem tudom elfelejteni azt a puhát, amire ráléptem a Misinatető alatti erdő avarjába göngyölve, egy emberi kézfej volt, annak ujján karikagyűrű. Dr. Beőthy Konrád orvosprofesszor bonctermében fekvő fiatalemberek hulláit megcsonkítva, s az egyiknek a kezét dróttal összekötözve, amint az a húsba vágott."

## A csoportok
Számos ellenálló csoport ismert, amelyeket azokról a helyekről neveztek el, ahol rövidebb-hosszabb ideig meghúzták magukat. Volt például Csigalépcső, Üdülő Szálló, Tettye, Kőbánya, Perem csoport. Az egyes csoportok még kisebb külön mozgó szakaszokba szerveződtek, hogy még nehezebb legyen követni őket, ilyen volt például az „Ottó szakasz”, amelyet Málics Ottó vezetett. De volt „Laci szakasz” (vezetője Sima László), „Jozsó szakasz”, „Sándor szakasz”, „Béla szakasz” is. Egy-egy szakasz mintegy 35 főből állt és három rajra tagolódott.
A rajokat is a vezető keresztneve alapján különböztették meg egymástól.

## Az eskü
A november 4-i és november 7-i harcok után már csak mintegy 600-800 ellenálló maradt a hegyekben. A legnagyobb csoport a Gazda vezetésével november 7. és 14. között Vágotpusztán rejtőzött. November 12-én a szovjetek aknatámadást intéztek ellenük, így át kellett tenniük a székhelyüket a Kelet-Mecsekbe, Kisújbányára. Két nappal később a láthatatlanok megtámadták a pécsváradi rendőrőrsöt. Az incidens során egy rendőr, és Málics Ottó is meghalt.
A később elfogott láthatatlanok periratainak visszatérő, emlékezetes momentuma a Vágotpusztai eskü. A Gazda megeskette az ellenállókat, hogy utolsó csepp vérükig harcolnak a megszállók ellen. Ugyanakkor az iratok szerint kihirdették, hogy a szökést halállal büntetik, vésztörvényszéket állítottak fel és öt embert, akik szökést kíséreltek meg, halálra is ítéltek. „De a hozott ítéletet arra hivatkozással nem hajtották végre, hogy a szökést még az eskü letétele előtt kísérelték meg” – áll a Nagy József sofőr és társai ellen 1957. február 5-én Pécsett hozott ítélet indoklásában.

## A visszavonulás
1956. november 16-án a Gazda néhány emberrel elindult nyugat felé, ugyanis rosszabb lett az időjárás, az ellenállók közül egyre többen betegedtek meg és egyre többen szakadtak le – hazamentek. November 22-én 42-en hagyták el Bélavárnál Magyarországot.
A szovjetek, majd a magyar rendőrség lassan felszámolta a még harcoló csoportokat, és 1957 januárjában és februárjában az ellenállók kihallgatásai és tárgyalásai is megkezdődtek.
Februárban és márciusban a láthatatlanok maradéka újra gyülekezni kezdett „Márciusban Újra Kezdjük” (MUK) jelszóval, de nem kezdhették újra, mert a csoport tagjait március 14-én letartóztatták. Tárgyalásuk során az elsőrendű vádlottat, Petrus Józsefet halálra ítélték, a többi elfogott láthatatlan jó része pedig hosszú börtönbüntetéseket kapott.